# Walter Moreno
Walter José Moreno Arco (Zarzal, 18 maggio 1978) è un ex calciatore colombiano, di ruolo difensore.

## Carriera

### Club
Ha giocato nella prima divisione colombiana, in quella venezuelana ed in quella peruviana.

## Palmarès

### Club

#### Competizioni nazionali
- Campionato colombiano: 1

Cúcuta Deportivo: 2006 (Clausura)